# Dvorac Donja Bedekovčina
Dvorac Donja Bedekovčina, odnosno kurija obitelji Bedeković nalazi se u općini Bedekovčina u Hrvatskom zagorju. Smještena je na blagoj padini iznad doline rijeke Krapine. Zaštićeno je kulturno dobro.
Oko kurije prostire se perivoj, a sa sjeverne i zapadne strane ranije su se nalazile gospodarske zgrade. Građena je za jednu granu obitelji Bedeković, u čijem je vlasništvu reprezentativnija građevina, dvorac u Gornjoj Bedekovčini.
Kurija je jednokatna građevina, pravokutnog tlocrta, natkrivena dvostrešnim krovištem s poluskošenim zabatima. Prema natpisu nad portalom, građena je 1780. godine. U prizemlju su bile gospodarske prostorije. Prostorije prizemlja svođene su bačvastim i češkim svodovima, a na prvom katu, gdje su gospodske sobe, stropovi su ravni.
Tlocrtna organizacija prostora je pravilna: prostor je uzdužnim nosivim zidom podijeljen na šest prostorija približno iste veličine. U središnjem prostoru, uz sjeverno pročelje, nalazi se zavojito stubište. Pročelja su u zoni prizemlja razdijeljena horizontalnim trakama, a u zoni kata plitkim pilastrima u polja s plitko istaknutim središnjim rizalitom s tri prozorska otvora.
Glavni pristup kuriji ranije je bio s ceste, sa zapadne strane između voćnjaka i perivoja koji se pružao ispred glavnog pročelja na padini, a kasnije je preusmjeren na istočnu stranu. Danas nema više gospodarskih zgrada, a voćnjak je očuvan u tragovima.
Kurija je obnovljena i u privatnom je vlasništvu.

## Opis
Jednokatna građevina pravokutnog tlocrta, natkrivena dvostrešnim krovištem s poluskošenim zabatima, građena je 1780. godine. U prizemlju su gospodarske prostorije s bačvastim i češkim svodovima, a na prvom katu, gdje su gospodske sobe, stropovi su ravni.

## Zaštita
Pod oznakom Z-1729 zavedena je kao nepokretno kulturno dobro - pojedinačno, pravna statusa zaštićena kulturnog dobra, klasificirano kao "profana graditeljska baština".